# الجامعة الإسلامية الدولية بجاتجام
الجامعة الإسلامية العالمية جاتجام (IIUC) (بالبنغالية: আন্তর্জাতিক ইসলামী বিশ্ববিদ্যালয় চট্টগ্রাম)‏ هي واحدة من الجامعات الخاصة في بنغلاديش التي تدعم شعار «يجمع بين الجودة والأخلاق». تأسست عام 1995 بموجب قانون الجامعات الخاصة لعام 1992 (القانون رقم 34 لعام 1992). الجامعة الإسلامية شيتاجونج تراست (IUCT) هي المنظمة المؤسس لهذه الجامعة.

## الدرجات العلمية
تقدم الجامعة العديد من شهادات البكالوريوس والدراسات العليا:

## قسم المكتبات والمعلومات (LID)

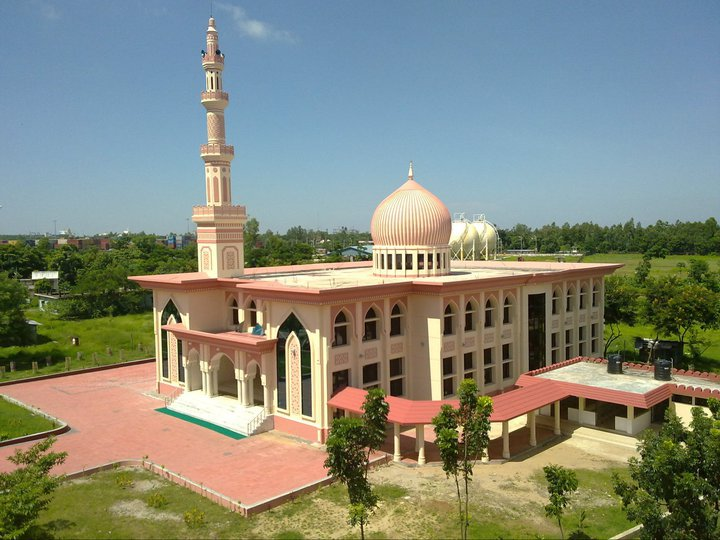
الجامع المركزي

هناك سبع مكتبات في IIUC ، مدرجة هنا مع معلومات المنطقة وعدد الكتب:
| SL. لا. | اسم المكتبة                                    | مساحة (قدم مربع) |
| ------- | ---------------------------------------------- | ---------------- |
| 1       | المكتبة المركزية، الحرم الجامعي الدائم، كوميرا | 33000            |
| 2       | مكتبة ندوة ELL، جاتجام                         | 1000             |
| 3       | مكتبة ندوة ديسيبل، جاتجام                      | 3500             |
| المجموع | المجموع                                        | 37500            |

| SL. لا. | ملكات                         | العناوين | نسخ   |
| ------- | ----------------------------- | -------- | ----- |
| 1       | كلية الشريعة                  | 4972     | 22666 |
| 2       | كلية العلوم والهندسة          | 908      | 23909 |
| 3       | كلية العلوم الادارية          | 827      | 22690 |
| 4       | كلية العلوم الصحية            | 157      | 803   |
| 5       | كلية الآداب والعلوم الإنسانية | 750      | 5736  |
| 6       | كلية الحقوق                   | 560      | 2907  |
| 7       | الآخرين                       | 230      | 3932  |
| المجموع | المجموع                       | 8404     | 82643 |

## روابط خارجية
- موقع الجامعة الرئيسي الأكاديمي   [ رابط ميت ][ رابط ميت ]
- موقع خريجي الجامعة الأمريكية الدولية   (الاشتراك مفتوح)
- قائمة الجامعات الخاصة